# Scugog
Scugog – gmina (ang. township) w Kanadzie, w prowincji Ontario, w regionie Durham.
Powierzchnia Scugog to 474,62 km². Według danych spisu powszechnego z roku 2001 Scugog liczy 20 173 mieszkańców (42,50 os./km²).